# Никлозамид
Никлозамид — пероральный противоглистный препарат, используемый для лечения паразитарных инфекций, который успешно использовался в течение почти 50 лет для избавления от цестод
Показано, что никлозамид может найти широкое клиническое применение для лечения ряда заболеваний, отличных от тех, которые вызываются паразитами. В том числе: рак, бактериальные и вирусные инфекции, метаболические заболевания, такие как сахарный диабет 2-го типа, неалкогольный стеатогепатит и неалкогольная жировая болезнь печени, сужение артерии, бронхиальная астма,, муковисцидоз, хроническая обструктивная болезнь легких (ХОБЛ), идиопатический легочный фиброз, эндометриоз, нейропатическая боль, ревматоидный артрит, реакция «трансплантат против хозяина» и системный склероз.
Среди основных механизмов, связанных с лекарственным действием никлозамида, — разъединение окислительного фосфорилирования и модуляция сигнальных путей Wnt/β-катенина, mTORC1, STAT3, NF-κB и Notch.. Он также подавляет VEGFA, MMP2, ROCK1 и небольшую ГТФазу Cdc42..  Кроме того никлозамид является мощным ингибитором TMEM16A - трансмембранного белка, который функционирует как активируемый кальцием хлоридный канал передачи сигналов  и таким образом подавляет передачу сигнала при помощи ионов кальция. Предполагается также что никлозамид препятствуют вирусной инфекции, в том числе является потенциальным ингибитором проникновения SARS-CoV2 в клетку, поскольку является ингибитором закисления, мешая pH-зависимому эндоцитарному пути CLIC/GEEC клатрин-независимого проникновения. Аналогичными свойствами подавлять вирусы обладают и другие производные салициланилида, однако они в отличие от никлозамида более токсичны и их внедрение в клинику потребует долгого изучения. В опытах in vitro никлозамид в практически не токсичной для клеток человека концентрации 1.24 мкмоль, более чем на 99% подавлял инфекцию SARS-CoV-2. Разработан и опробован порошок состоящий из композитных частиц никлозамид-лизоцим для ингаляций для лечения больных коронавирусной инфекцией   Применение никлозамида путем ингаляций в виде препарата UNI91104 позволяет без значительных побочных эффектов достигнуть высоких локальных его концентраций там где вирусная нагрузка наиболее высока: в ротоглотке, верхних и нижних дыхательных путях.  Чтобы улучшить растворимость никлозамида его загружают в наночастицы на основе биоразлагаемой сополимерной системы, получаемые методом эмульгирования с последующим испарением растворителя. Такие наночастицы, наполненные никлозамидом позволили лечить в экспериментах на мышах легочный фиброз при вдвое более низких дозах никлозамида.
Подавляя экспрессию генов TMEM16A, MUC5AC и SPDEF, никлозамид тем самым сильно подавляет выработку и секрецию слизи в легких, а также воспаление вызванное лимфоцитами Th2 и бронхоспазм. Кроме того подавляя TMEM16F (апоктамин 6) никлозамид мешает SARS-CoV-2 растворять оболочки клеток легких и склеивать их друг с другом с образованием синтиция, что вело к обострению болезни Тем не менее при использовании никлозамида в качестве антагониста TMEM16A для лечения астмы, ХОБЛ и гипертонии необходимо тщательно оценить его потенцирующее действие на кальций-активируемые хлоридные каналы TMEM16 и его широкое воздействие на различные мишени, чтобы избежать возникновения серьезных побочных эффектов. В частности его способность иногда вызывать усиление вазоконстрикции — сужения просвета кровеносных сосудов, особенно артерий.
Поскольку никлозамид токсичен его дозы при длительном применении не должны превышать 500 мг перорально 3 раза в сутки. Особенно учитывая его генотоксичное действие, которое можно снизить в несколько раз, заменив его аналогом с удаленной нитрогруппой у анилина 4'-NO2.   Вместе с тем в случае краткосрочного использования люди могут без выраженной интоксикации использовать никлозамид перорально в дозе 2 г в день, что приводит к его концентрации в сыворотке 0,25–6,0 мкг/мл, которая соответствует 0,76–18,35 мкмолярной концентрации, находящейся в диапазоне активных противовирусных концентраций.
Помимо ингаляционной и пероральной форм никлозамида, разработан также его препарат для внутривенного введения. Для этого наночастицы никлозамида в комбинации с белком кукурузы зеином были покрыты бычьим сывороточным альбумином (BSA), чтобы улучшить стабильность, увеличить продолжительность действия и селективность препарата по отношению к инфицированным вирусом клеткам.
Высокая активность никлозамида подтверждена в отношении таких вариантов Covid-19 как: D614G, альфа (B.1.1.7), бета (B.1.351) и дельта (B.1.617.2). 
Для подтверждения возможности использования терапии препаратами на основе никлозамида пациентов с Covid-19 необходимы клинические исследования доказывающие его эффективность и безопасность, отработка схем приема и дозировок.